# اندیس اولنگ فیروزکوه
اولنگ فیروزکوه یک اندیس فلزی است که در حوالی شهر تربت جام استان خراسان قرار دارد و مادهٔ معدنی موجود در آن، طلا است.  